# Straßenbahn Slatoust
Die Straßenbahn Slatoust in der russischen Stadt Slatoust wurde am 25. Dezember 1934 eröffnet.
Die Planung zur Errichtung eines Straßenbahnnetzes der im Ural gelegenen Industriestadt Slatoust bestanden bereits seit 1928. Das Netz ist überwiegend zweigleisig ausgebaut und die Spurweite entspricht mit 1524 Millimeter der russischen Breitspur. Die Streckenlänge beträgt 22,5 Kilometer.
Die Strecken erschließen das Hüttenwerk im Nordwesten, den Bahnhof von Slatoust im Nordosten sowie die südlich gelegenen Neubaugebiete der Stadt. Diese Verbindung führt auf längeren Abschnitten parallel zu einer Schnellstraße und hat den Charakter einer Überlandbahn. Zum Einsatz gelangen Straßenbahnwagen des Typs KTM-5 verschiedener Serien. Zusätzlich werden neun Fahrzeuge des Typs 71-619 eingesetzt und im Oktober 2012 gelangten zur Erprobung zwei Gelenkwagen des Typs 71-631 nach Slatoust, die heute für die Straßenbahn Sankt Petersburg im Einsatz sind.

## Verschiedenes
Für Aufsehen sorgte am 8. Oktober 2011 ein Vorfall, bei dem sich ein Jugendlicher unerlaubt eines Straßenbahnwagens bemächtigte und 40 Minuten lang mit Fahrgästen durch die Stadt fuhr.